# Объединенное комбинированное управление и контроль (США)
Объединенное комбинированное управление и контроль (англ. Joint All-Domain Command and Control, JADC2) — концепция, разработанная Министерством обороны США. Состоит в объединении информационных потоков, поступающих от всех родов вооружённых сил, в единую сеть, работающую на основе искусственного интеллекта.  
Отделы JADC2 имеют все составные части вооруженных сил США; армия —  Project Convergence, ВМФ —  Project Overmatch, ВВС — Advanced Battle Management System, также известная как ABMS. Космические силы имеют Национальную космическую архитектуру обороны Агентства космического развития (NDSA).

## Испытания
Министерство обороны США провело как минимум два важных учения с использованием JADC2. Первое состоялось во Флориде в декабре 2019 года и было посвящено отражению атак крылатых ракет.  Самолеты ВВС и ВМФ (включая истребители F-22 и F-35 ), эсминец ВМФ, радиолокационная система Army Sentinel, мобильная артиллерийская система, а также коммерческие космические и наземные датчики продемонстрировали способность собирать, анализировать и обмениваться данными в режиме реального времени, что позволило получать полную картину оперативной обстановки.
Второе испытание системы JADC2 прошло в июле 2020 года. В ходе учений силы ВВС поддерживали связь с кораблями ВМФ, дислоцированными в Чёрном море. Кроме того, силы специальных операций из восьми стран НАТО отрабатывали совместные действия по отражению возможного нападения со стороны России.